# Grotta di Vjetrenica
La Grotta di Vjetrenica (letteralmente "grotta del vento" o "sfiatatoio") è la più grande grotta della Bosnia ed Erzegovina e la più ricca di biodiversità del mondo. Fa parte della catena montuosa delle Alpi Dinariche, nota per le sue caratteristiche carsiche e speleologiche. La grotta si trova nel campo di Popovo a Ravno, nella parte meridionale della Federazione di Bosnia ed Erzegovina.

## Geografia

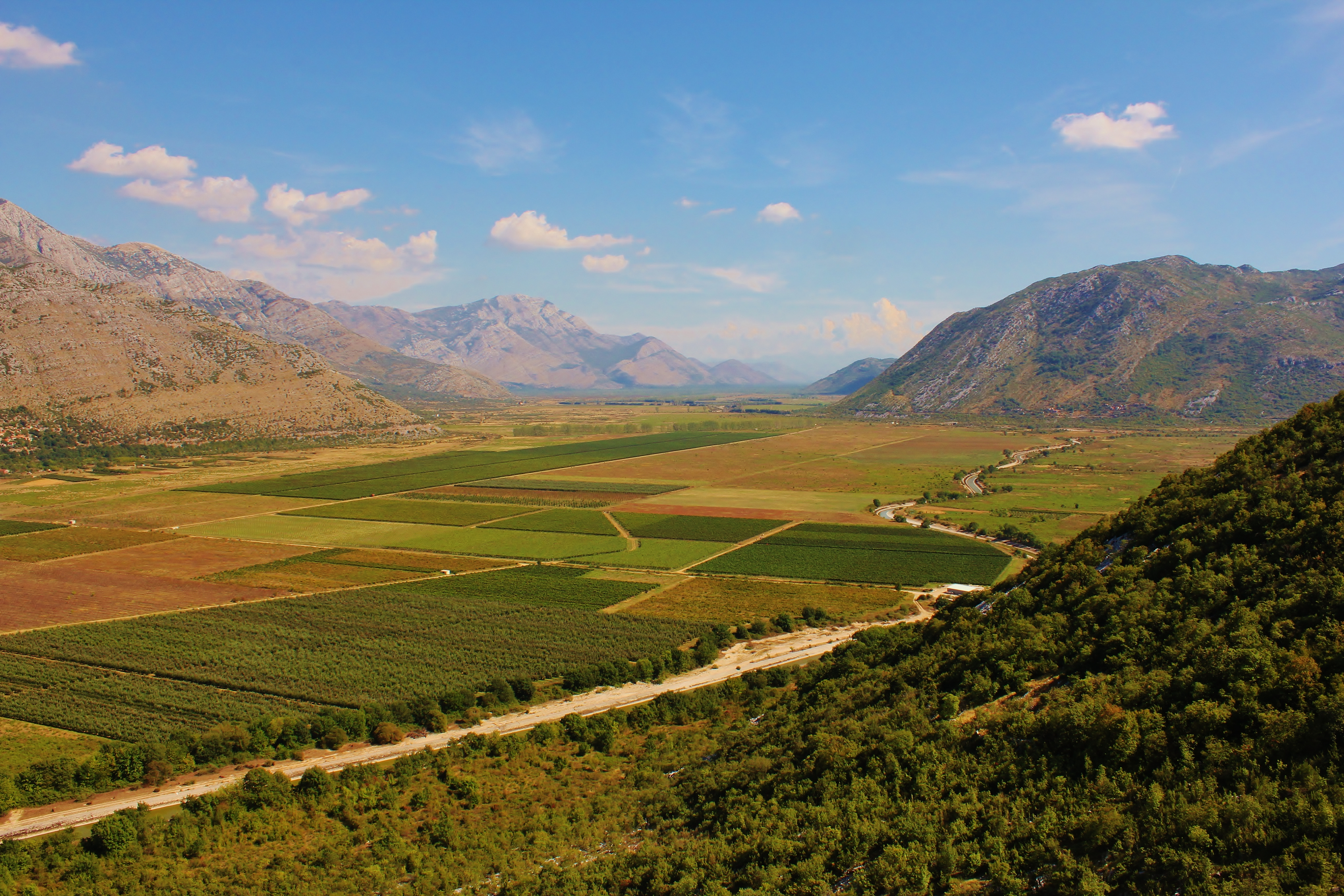
Popovo Polje, Bosnia ed Erzegovina.

### Popovo Polje e posizione della grotta
Vjetrenica si trova nel Popovo Polje (che significa campo del prete, dove polje sta per pianura carsica), che si trova a sua volta nella regione più meridionale della Bosnia ed Erzegovina, l'Erzegovina, vicino alla costa adriatica. Il suo ingresso è vicino al villaggio di Zavala, nell'angolo ovest-sud-ovest della piana. Nelle parti più calde dell'anno spira un forte flusso di aria fredda dal suo ingresso, che è molto attraente nel mezzo del terreno roccioso, caldo e senz'acqua. 
Popovo Polje è uno dei più grandi polje (pianura carsica) in Bosnia ed Erzegovina e nel mondo, famoso per i suoi fenomeni e caratteristiche carsiche, e in particolare per il suo fiume Trebišnjica, che scorre attraverso il polje come il più grande fiume sotterraneo del mondo, così come per il sistema di grotte di Vjetrenica, situate nella parte ovest-sud-ovest della valle. 
La grotta è stata esplorata e descritta per un totale di 7.014 m di lunghezza; di questo il canale principale è di circa 2,47 km di lunghezza. Si estende dal bordo di Popovo Polje verso sud e, sulla base dell'analisi del terreno, i geologi hanno previsto che Vjetrenica potrebbe estendersi fino al mare Adriatico in Croazia, a 15-20 km dal suo ingresso. Insieme alle argomentazioni idrologiche, questa ipotesi è supportata anche dall'estremità crollata di Vjetrenica sotto forma di un enorme ammasso di blocchi di pietra che hanno ceduto. 
Vjetrenica è la grotta più ricca del mondo in termini di biodiversità sotterranea: tra più di duecento specie diverse che vi sono registrate, quasi cento sono troglofili, un gran numero di esse sono endemiche strette, 15 sono stenoendemiche, e circa 37 sono state scoperte e descritte per la prima volta a Vjetrenica. 

## Insieme naturale e architettonico

### Villaggio di Zavala
Situato a Popovo Polje nel comune di Ravno, il villaggio di Zavala con la sua vecchia architettura e muratura in pietra, insieme alla grotta di Vjetrenica, costituisce l'insieme naturale e architettonico, che è in fase di protezione come Monumento Nazionale della Bosnia ed Erzegovina, e come tale è già inserito nella lista delle candidature dei patrimoni dell'umanità dell'UNESCO. 
La grotta di Vjetrenica è considerata la più ricca di fauna rupestre, con il più alto tasso di endemismo. La grotta di Vjetrenica ha anche acquisito fama in tutto il mondo nelle comunità scientifiche geologiche e biologiche per il suo futuro in pericolo e incerto, causato da una gestione non professionale, priva di competenze e da uno status incerto a livello statale e soprattutto locale. 

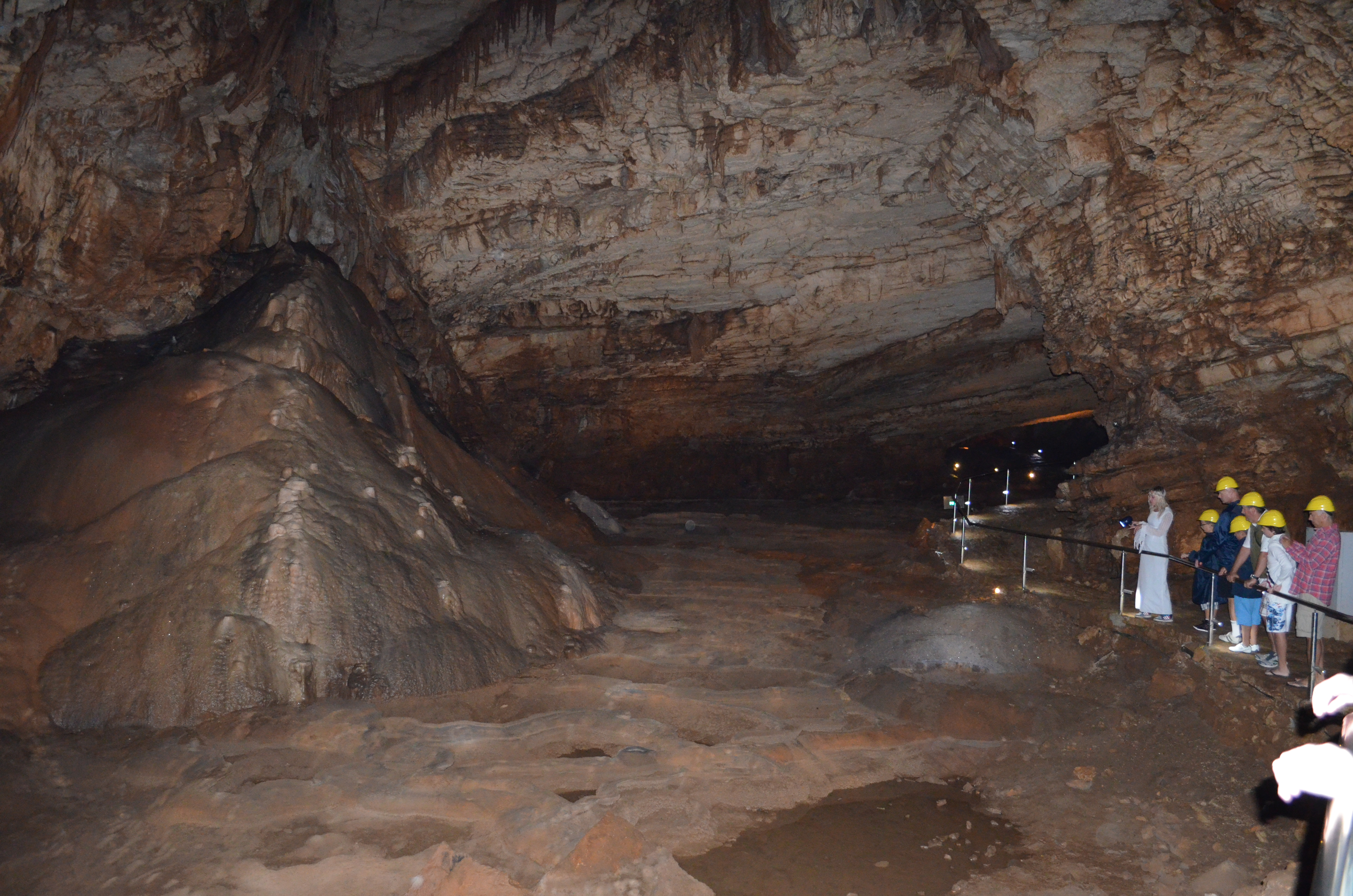
Interno della grotta di Vjetrenica

### Sito UNESCO
Nonostante tutte le battute d'arresto il governo della Bosnia ed Erzegovina, anche se lentamente, ha candidato Vjetrenica (con il villaggio di Zavala) nella lista provvisoria dell'UNESCO esprimendo chiaramente l'intenzione di proteggere la grotta e la sua biodiversità e alla fine iscriverla nella lista del patrimonio mondiale. 
Il 26 luglio 2024 è stato inserito nella Lista dei patrimoni dell'umanità dell'UNESCO durante la quarantaseiesima sessione del comitato del patrimonio mondiale, diventando il secondo sito naturale bosniaco del patrimonio dell'umanità.